# Niewodnica Korycka
Niewodnica Korycka – wieś w Polsce położona w województwie podlaskim, w powiecie białostockim, w gminie Turośń Kościelna.
W latach 1975–1998 miejscowość administracyjnie należała do województwa białostockiego.
Wierni kościoła rzymskokatolickiego należą do parafii św. Antoniego Padewskiego w Niewodnicy Kościelnej.

## Historia
Niewodnica Korycka wchodziła w skład dóbr Markowszczyzna.
Nad rzeką Niewodnicą powstały dobra prywatne Koryckich herbu Ciołek. Mikołaj Korycki otrzymał je prawdopodobnie w roku 1551. Jego żoną była Elżbieta - rodzona siostrą prymasa Polski arcybiskupa Jakuba Uchańskiego.
Uroczyska we wsi Niewodnica Korycka (1930):
- Wytrzeb
- Prylaski (między gościńcem Suraż - Białystok a gruntami wsi)
- Bojboszczyzna (między ww. gościńcem a gruntami wsi i gruntami ornymi folwarku Niewodnica Korycka - przy granicy zachodniej wsi)
- Bojkoszczyzna
- Kołolepianka